# Phygopoda albitarsis
Phygopoda albitarsis là một loài bọ cánh cứng trong họ Cerambycidae.